# Rejon lipiecki
Rejon lipiecki (ros. Липецкий район) – jednostka administracyjna wchodząca w skład obwodu lipieckiego w Rosji.
Centrum administracyjnym rejonu jest miasto Lipieck, które jednak w jego skład nie wchodzi stanowiąc samodzielną jednostkę administracyjną (okręg miejski) obwodu lipieckiego.

## Geografia
Powierzchnia rejonu wynosi 1545,26 km².
Graniczy z rejonami obwodu lipieckiego: lebiediańskim, chlewieńskim, dobrowskim, griazińskim, usmańskim  i zadońskim.
Główną rzeką jest Woroneż.

## Demografia
W 2018 rejon zamieszkiwało 51 482 mieszkańców.

## Podział administracyjny
W skład rejonu wchodzi: 21 osiedla wiejskie (sielsowietów) i 86 miejscowości.